# 胸腺間質性リンパ球新生因子
An Error has occurred retrieving Wikidata item for infobox
胸腺間質性リンパ球新生因子（きょうせんかんしつせいリンパきゅうしんせいいんし、英: thymic stromal lymphopoietin、略称: TSLP）は、多数の生理的・病理的過程、主に免疫系に関連する過程に関与しているインターロイキン-2（IL-2）様サイトカイン、アラーミン、成長因子である。IL-7と祖先を共有している。
TSLPは免疫細胞の増殖と発生に関する役割が認識されていたが、その後2型免疫応答に重要であることが発見され、現在ではその他の種類の免疫応答や自己免疫疾患、特定種のがんにも関与していることが知られている。

## 発見
TSLPはマウス胸腺間質細胞株上清由来の成長因子として発見され、B細胞の生存と増殖を促進することが明らかにされた。

## 遺伝子
TSLPの産生は、ヒトやマウスを含む数多くの生物種で観察されている。 
ヒトでは、TSLPはTSLP遺伝子によってコードされている。TSLPの選択的スプライシングによって、159アミノ酸からなる長いアイソフォーム（lfTSLPもしくは単にTSLPと呼ばれる）と63アミノ酸からなる短いアイソフォーム（sfTSLP）が生み出される。これらのバリアントは開始コドンが異なっており、C末端は共通である。
sfTSLPをコードしているmRNAは正常ヒト気管支上皮細胞（NHBE）、正常ヒト肺線維芽細胞（NHLF）、気管支平滑筋細胞（BSMC）で構成的に発現している。sfTSLP mRNAの発現は、炎症による有意なアップレギュレーションはみられない。
TSLP mRNAは、NHBEでは構成的発現はみられず、NHLFやBSMCでは低レベルで構成的に発現している。TSLP mRNAの発現はフラジェリンやpoly(I:C)など特定のToll様受容体（TLR）リガンドによってアップレギュレーションされるが、リポ多糖やMALP-2ではこうした作用はみられない。

## 機能
TSLPは当初は炎症促進活性と抗炎症活性の双方を有することが観察されていた。現在では、こうした見かけ上相反する作用は実際には2種類の転写産物によるものであり、TSLPは炎症促進性、sfTSLPは抗炎症性であることが明らかにされている。

### sfTSLP
ダニ抗原HDMに対して感作されたマウス喘息様モデルでは、sfTSLPはHDMの吸入によって引き起こされる気道上皮バリアの破壊を防ぐことが示されている。同様にマウスの炎症性腸疾患モデルであるデキストラン硫酸ナトリウム誘発性大腸炎ではsfTSLPはその重症度を低減し、また細菌感染症によるエンドトキシンショックや敗血症を防ぐ。
sfTSLPの受容体は発見されていない。sfTSLPがTSLPと同様にTSLP受容体複合体を介してシグナルを伝達しているかは明らかではない。

### TSLP

#### 上皮の防御
免疫応答の開始におけるTSLPの重要な役割は、細胞の機械的損傷、パターン認識受容体（PRR）やプロテアーゼ活性化受容体（PAR）の活性化、特定のサイトカイン、刺激性化学物質または感染による刺激後に肺、皮膚、消化管の上皮細胞や間質細胞からアラーミンとして放出されることで開始される。
マスト細胞がアレルゲンを結合した場合にはFcεRI依存的にトリプターゼが放出されることで上皮細胞上のPARが活性化され、TSLPの放出が引き起こされる。同じくアラーミンとして作用するIL-33とは異なり、TSLPは通常は構成的発現をしておらず、損傷後にNF-κBやAP-1などの転写因子によるアップレギュレーションが必要である。
樹状細胞はTSLPの最重要標的の1つであり、これらの細胞は抗原提示細胞の中でも獲得免疫の発動を可能にしている。TSLPシグナルはナイーブCD4+T細胞をTh2細胞へプライミングするために必要な正確な表現型を樹状細胞に付与し、すなわちOX40L、CD80、CD86をアップレギュレーションすることで2型サイトカインの産生をもたらす。流入領域リンパ節へ移動したTSLP刺激樹状細胞はCD4+T細胞を濾胞性ヘルパーT細胞（Tfh）へプライミングする場合があり、Tfhは常在性B細胞によるIgGやIgEの産生を促進することで2型免疫応答を開始する。Th2細胞はB細胞のIgEへのクラススイッチも促進する。
上述したように、TSLPは単なるアレルゲン刺激だけではなく、ウイルス由来や細菌由来のものを含む特定のPAMPがTLRへ結合した後にアラーミンとして機能する。そのため、TSLPは病原体に対する1型・3型免疫応答の開始にも関与している。こうした活性はこれまでに呼吸粘膜で最もよく記載されている。
TSLPによって活性化されたCD11b+樹状細胞はCD8+細胞傷害性T細胞の増殖と長期生存を促進し、持続的な細胞性免疫の形成を促進する。同じように、TSLPによって活性化されたCD11c+細胞は肺炎球菌感染後のIgA抗体の形成に必要不可欠である。TSLPは多くの動物研究で示されている広範囲かつ強力なアラーミンとしての機能性のため、新たなワクチンアジュバントやがん免疫療法として大きな有望性を秘めている。

#### 胚中心の形成
胚中心は免疫応答時に二次リンパ器官に形成される微小構造である。胚中心はB細胞のクローナル増殖とその抗体の親和性成熟の場であり、免疫系は抗体に対して高い親和性を有する抗体を形成することができるようになる。マウスではCD4+T細胞のTSLP受容体の欠失によって胚中心の形成やIgG1の産生が妨げられるため、TSLPは胚中心の形成に重要な役割を果たしている可能性がある。

#### シグナル伝達

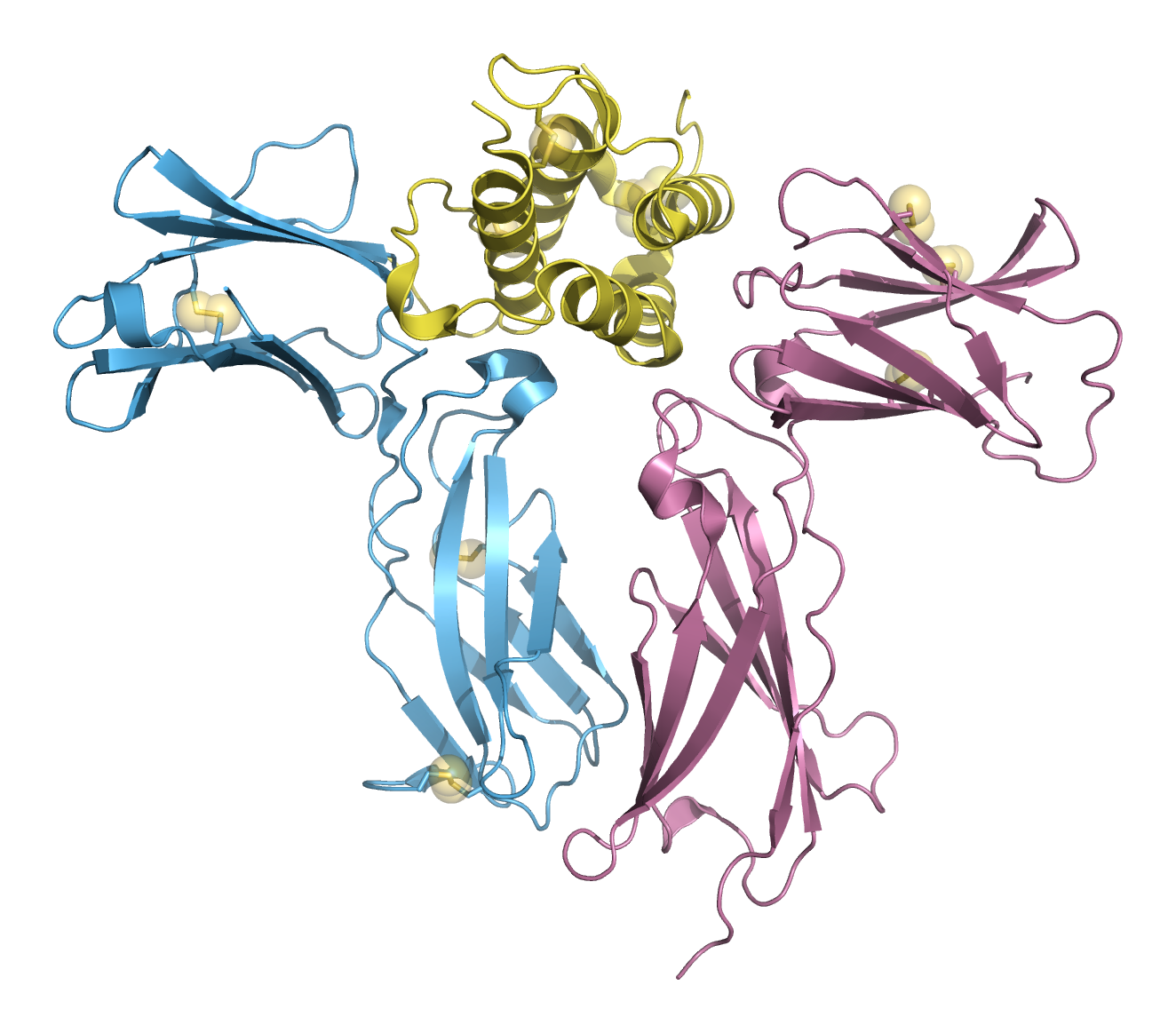
TSLPR、IL-7Rαと複合体を形成したTSLPの結晶構造

TDLPは、TSLPR、IL-7Rαからなるヘテロ二量体型受容体複合体を介してシグナルを伝達する。受容体への結合に伴ってJAK1とJAK2が活性化され、STAT5A、5B、そして程度は小さいもののSTAT1、STAT3の活性化が引き起こされる。これらの転写因子は、IL-4、5、9、13などの炎症性サイトカインをアップレギュレーションする。

## 臨床的意義
TSLPの発現は、気管支喘息、炎症性関節炎、アトピー性皮膚炎、湿疹、好酸球性食道炎やその他のアレルギー性疾患を含む、多くの疾患状態と関連づけられている。TSLPの放出の活性化を誘導する因子は明確にはなっていない。

### アトピー性皮膚炎
TSLPによって活性化された表皮ランゲルハンス細胞はT細胞によるTNF-αのような炎症性サイトカインの産生を誘導し、アトピー性皮膚炎を引き起こしている可能性がある。TSLPの産生機構の理解や産生を遮断しうる物質の発見によって、喘息や湿疹の症状を予防したり治療したりすることができるようになる可能性がある。

### 治療標的
TSLPシグナル伝達経路は魅力的な治療標的となっている。アムジェンによって開発されたテゼペルマブはTSLPを遮断するモノクローナル抗体であり、重症喘息の治療に承認されている。TSLPを優れた親和性で捕捉するTSLPRとIL-7Rαの融合タンパク質の設計も行われている。TSLP/TSLPRシグナル伝達を阻害する他のアプローチとして、TSLP:TSLPR相互作用面由来のペプチドや、天然物、計算機によるフラグメントスクリーニングが行われている。